# Straßenrennen der Männer bei den Arabischen Meisterschaften
Seit 1978 werden Wettbewerbe im Radsport als Arabischen Meisterschaften veranstaltet. In diesen Wettbewerben wird der gemeinsame Meister der arabischen Staaten ermittelt. Der arabische Radsportverband „Arab Cycling Federation“ (ACF) ist der Veranstalter der Meisterschaften. Teilnahmeberechtigt sind Radrennfahrer der Verbände, die Mitglied der ACF sind. Das Straßenrennen der Männer bei den Arabischen Meisterschaften wird als Eintagesrennen ausgetragen.

## Palmarès
- 1978  ?
- 2003  Abdelbasset Hannachi
- 2006  Abdelbasset Hannachi
- 2008  Ahmed Youssef Jomaa
- 2009  Abdelbasset Hannachi
- 2010  Rafaâ Chtioui
- 2011  Yousef Mirza Bani Hammad
- 2012  Hichem Chaabane
- 2013  Youcef Reguigui
- 2020–2021 nicht ausgetragen
- 2022  Riad Bakhti
- 2023  Yacine Hamza
- 2025